# Conti e duchi di Valois
I conti, e in seguito duchi, di Valois possedevano una zona nell'attuale Piccardia.

## Casato di Valois-Vexin-Amiens
Prima dell'895-919: Ermenfroi d'Amiens, conte d'Amiens, Vexin e Valois.
- 915-926: Raul I († 926), sposo di Hildegarde, forse figlia di Ermenfroi.
- 926-943: Raul II, figlio di Raul I, sposo di Lietgearde:
- 943-dopo il 992: Gualtiero I, fratello di Raul II e sposo di Adele, forse figlia di Folco II d'Angiò.
- prima del 998- dopo il 1017: Gualtiero II, figlio di Gautier I, sposo di una certa Adèle.
- prima del 1024-1038: Raul III, solo conte di Valois, figlio di Gautier II e sposo di Adèle di Breteuil;
- 1038-1074: Raul IV, conte di Valois e poi anche di Vexin e d'Amiens, figlio di Raul III; sposò in prime nozze Adèle de Bar-sur-Aube, poi in seconde nozze Haquenez e poi, ripudiata questa, si sposò con Anna di Kiev, vedova di Enrico I di Francia.
- 1074-1077: Simone (1048-1081), conte di Valois, e poi anche di Vexin e d'Amiens, figlio di Raul IV e Adèle de Bar-sur-Aube.

Nel 1077, Simone divenne monaco: il Valois andò al cognato Erberto IV di Vermandois, Amiens va alla corona e il Vexin fu spartito tra il re di Francia e il duca di Normandia.

## Casato carolingio di Vermandois
- 1077-1080: Erberto IV di Vermandois (1032-1080), conte di Vermandois e di Valois, sposo di Adelaide del Vexim o di Valois, figlia di Raul IV di Vexin e Adèle de Bar-sur-Aube.
- 1080-1085: Oddone I  (1060 circa † dopo 1085) , conte di Vermandois e di Valois, figlio del precedente, privato del titolo per deficienza.
- 1085-1101: Adelaide (1062-1122), contessa di Vermandois e Valois, sorella del precedente, sposata a Ugo I il Grande

## Casato capetingio di Vermandois
- 1085-1101: Ugo I (v.1057-1101), conte di Vermandois e Valois, figlio di Enrico I di Francia e Anna di Kiev; sposo di Adelaide di Vermandois (v.1062-1122), figlia di Erberto IV.
- 1101-1152: Raul V, ovvero Raul I di Vermandois (1085-1152), figlio di Ugo I; sposò in prime nozze verso 1120 (annullamento nel 1142) con Éléonore de Blois (figlia di Stefano II di Blois); sposò poi nel 1142 (annullamento nel 1151) con Petronilla d'Aquitania (v. 1125-1153); sposò infine Loretta di Lorena nel 1152 (v. 1120-1175).
- 1152-1160: Ugo II (1127-1212), figlio di Raul V e Eleonora di Blois; si fece monaco nel 1160.
- 1160-1167: Raul VI, ovvero Raul II di Vermandois (1145-1167), figlio di Raul V e Petronilla d'Aquitania, sposò Margherita di Lorena, contessa delle Fiandre.
- 1167-1185: Filippo d'Alsazia (1143-1191), conte delle Fiandre (1168-1191), di Vermandois e Valois in quanto sposo di Elisabett(1143-1183), figlia di Raul V e Petronilla d'Aquitania;
- 1185-1214: Eleonora (1152-dopo il 1222), contessa di Vermandois e Valois, figlia di Raul V e loretta di Lorena; sposò: Goffredo d'Hainaut, conte d'Ostrevant († 1163); Guglielmo IV di Nevers († 1168); Mattia d'ALsazia (v.1137-1173), conte di Boulogne; Mattia III di Beaumont-sur-Oise († 1208); Stefano di Blois, signore di Châtillon-sur-Loing († 1252)

Nel 1214, Eleonora si ritirò in un convento e lasciò le sue terre alla corona.

## Conti appannagisti

### Capetingi diretti
- 1269-1270: Giovanni Tristano (1250-1270), conte di Valois e di Nevers, figlio di re Luigi IX il Santo e Margherita di Provenza; sposò Iolanda di Borgogna, contessa di Nevers.

Conti capetingi di Valois

- 1286-1325: Carlo, (1270-1325), conte di Valois, d'Alençon, di Perche, di Chartres, d'Angiò e del Maine; sposò: Margherita d'Angiò, figlia di Carlo II d'Angiò (1273-1299), contessa d'Angiò e Maine; Caterina I di Courtenay, (1274-1308), Imperatrice titolare di Costantinopoli; Mahaut de Châtillon (1293-1358).
- 1325-1328: Filippo I (1293-1349), figlio di Carlo e Margherita d'Angiò; diverrà re di Francia come Filippo VI.
- 1344-1375: Filippo II (1336-1375), duca d'Orléans, conte di Valois e Beaumont-le-Roger, figlio di Filippo I.

## Duchi appannagisti

### Valois
- 1392-1407: Luigi I (1372-1407), conte, poi duca dal 1406, di Valois e Orléans, figlio di Carlo V di Francia; sposò Valentina Visconti (1368-1408).
- 1407-1465: Carlo I (1407-1465), figlio di Luigi I; sposò: Isabella di Francia (1389-1409), figlia di re Carlo VI; Bonne d'Armagnac (1392-1418); Maria di Clèves (1426-1487).
- 1465-1498: Luigi II (1462-1515), figlio di Carlo I e Maria di Clèves, divenne re nel 1498 come Luigi XII.
- 1498-1515: Francesco di Valois-Angoulême, figlio del cugino di Luigi II; divenne re di Francia come Francesco I nel 1515.
- 1599-1615: Margherita di Valois, figlia di Enrico II di Francia ottenne il titolo di "duchessa di Valois" dopo il divorzio dal marito Enrico IV di Francia.

### Borbone figli di Francia
- 1626-1660: Gastone di Francia, duca d'Orléans (1608-1660), figlio di re Enrico IV e Maria de' Medici.
- 1660-1701: Filippo III, duca d'Orléans (Filippo I) (1640-1701), figlio di Luigi XIII di Francia.

### Borbone-Orléans
- 1701-1723: Filippo IV, ovvero Philippe II d'Orléans (1674-1723), figlio di Filippo III.
- 1723-1752: Luigi IV, (1703-1752) figlio di Filippo IV.
- 1752-1785: Luigi Filippo I (1725-1785) figlio di Luigi IV.
- 1785-1789: Luigi Filippo II di Borbone-Orléans (Philippe Egalité) (1747-1793), figlio di Luigi Filippo.